# Sezamovo ulje
Sezamovo ulje organsko je ulje dobiveno iz sjemenki sezama. Obilježavaju ga stabilnost, očuvanje kakvoće i otpornost na užeglost.

## Upotreba u medicini
Zahvaljujući bogatstvu nezasićenim masnim kiselinama, koristi se u liječenju i njezi osjteljive i upaljene kože te kod kožnih poremećaja poput ekcema i psorijaze. Djelotvorno je i u njezi kože tijekom trudnoće i dojenja jer pomaže održati elastičnost kože te spriječiti pojavu strija. Pozamašni udio vitamina E u ulju sezama djeluje protiv bora i prijevremenog starenja, potiče zacjeljivanje rana, ožiljaka i drugih nepravilnosti, a koristi se i kao prirodna zaštita od ultraljubičastog sunčeva zračenja (ima sposobnost odbijanja i do 25% UV zraka). 
Poboljšava mikrocirkulaciju slabo prokrvljene kože i djeluje detoksicirajuće, zbog čega se upotrebljava u njezi atrofirane kože pušača. Pomaže u otklanjanju nečistoća iz pora, a da pritom ne liži kožu potrebne vlage, jer na sebe veže toksine topive u ulju i otklanja ih.

## Proizvodnja
Prema izvješću Organizacije za prehrane i poljoprivredu (FAO-a) iz 2005. godine u svijetu je proizvedeno 907.000 milijuna tona sezamova ulja od oko 3,3 milijuna tona sezamovih sjemenki.